# Nazan Gökdemir
Nazan Gökdemir (* 31. Dezember 1980 in Hannover) ist  eine deutsche Journalistin und Fernsehmoderatorin.

## Leben

### Ausbildung
Nazan Gökdemir wuchs in Garbsen bei Hannover auf. Sie besuchte dort von 1987 bis 1991 die Grundschule Osterberg und anschließend von 1991 bis 2000 die IGS Garbsen. Von 1994 bis 2000 war sie als Reporterin für die Schülerzeitung Skunk aktiv.
Nach dem Abitur im Jahr 2000 ging Nazan Gökdemir für ein Jahr nach Paris. 2001 nahm sie an der Bauhaus-Universität Weimar das interdisziplinäre und zweisprachige Studium der „Europäischen  Medienkultur“ auf. Während ihrer akademischen Ausbildung studierte Gökdemir vier Semester an der französischen Université Lumière Lyon 2. Sie absolvierte journalistische Praktika, unter anderem beim ZDF, dem Saarländischen Rundfunk sowie bei Euronews in Lyon.

### Beruf
Nach dem Studium arbeitete Gökdemir anderthalb Jahre bei der Gesellschaft für technische Zusammenarbeit GTZ (heute GIZ) in Brüssel. 2008 wechselte sie zum ZDF, wo sie zunächst ein 18-monatiges Redaktionsvolontariat abschloss und anschließend als Redakteurin und Reporterin für die werktägliche Magazin-Sendung drehscheibe Deutschland arbeitete.
Im Januar 2012 wechselte sie zum deutsch-französischen Sender Arte und moderiert dort seitdem das tägliche Nachrichtenmagazin Arte Journal. Von 2013 bis 2020 war sie als Moderatorin und Reporterin für die ZDF-Sendung Forum am Freitag tätig. Seit September 2020 moderiert Nazan Gökdemir das ZDF-Nachrichtenmagazin heute journal up:date.

## Publikationen
- „Cap ou pas cap?“ – Zwischen Spiel und Nicht-Spiel: Eine spieltheoretische Betrachtung von „Cap ou pas cap?“ in Yann Samuels Film „Jeux d’enfants“. VDM Verlag Dr. Müller, Saarbrücken 2008, ISBN 978-3-639-03760-9.

## Dokumentation
- Europas Muslime. Auf Reisen mit Nazan Gökdemir und Hamed Abdel-Samad. Vierteilige Dokumentation, ARTE/ZDF 2016.[4]

## Filmografie
- 2010: Familie Fröhlich – Schlimmer geht immer, Filmkomödie
- 2010: Wilsberg, Fernsehreihe: Gefahr im Verzug – Reporterin
- 2011: Wilsberg: Im Namen der Rosi – Journalistin
- 2011: Stralsund, Fernsehreihe: Außer Kontrolle – Reporterin
- 2013: Wilsberg: Treuetest – Nachrichtensprecherin
- 2017: Wilsberg: MünsterLeaks – Journalistin